# Araneus albomaculatus
Araneus albomaculatus là một loài nhện trong họ Araneidae.
Loài này thuộc chi Araneus. Araneus albomaculatus được miêu tả năm 1990 bởi Chang-Min Yin et al..